# Muhammad Akmal Nor Hasrin
Muhammad Akmal Nor Hasrin (Kuala Lumpur, 15 juli 1995) is een Maleisisch boogschutter.

## Carrière
Hasrin nam deel aan de Olympische Spelen in 2016 en werd in de eerste ronde verslagen door Juan Ignacio Rodríguez. Hij nam ook deel aan de teamcompetitie met de nationale selectie en werd negende. 
Hij nam in 2019 ook deel aan het wereldkampioenschap, verder won hij met het Maleisische team enkele overwinningen in de teamcompetitie in de World Cup.

## Erelijst

### World Cup
- 2017:  Salt Lake City (team)
- 2018:  Salt Lake City (team)